# Curnasco
Curnasco [kuɾˈnasko] (Cörnàsch [køɾˈnask] o Cürnàsch [kyɾˈnask] in dialetto bergamasco) è una frazione del comune di Treviolo, in provincia di Bergamo, di circa 3 700 abitanti distante circa 6 km dal centro del capoluogo orobico.

## Geografia fisica
Il territorio di Curnasco è pianeggiante posto ai piedi delle colline di Bergamo con ricchezza d'acqua grazie ai numerosi canali artificiali. Questo ha permesso fin dal medioevo l'abbondanza di coltivazioni, di cui un terzo terrae aratorie, una parte in bosco con la coltivazione di castagne. Nel XIII secolo fu creata la Roggia del Serio inferiore che portò a un aumento della popolazione, con la produzione di foraggio e cereali. Importante fu la coltivazione del gelso per l'allevamento del baco da seta con la produzione della seta, ma ottimo anche per l'estrazione dell'olio dai semi che venivano portati al torchio che si trovava nella periferia della località.

## Origine del nome
Il toponimo Curnascus è rimasto invariato durante i secoli salvo la forma dialettale Curnascho e poche altre indicazioni a Carnasco o Curnascio, probabilmente semplici refusi. Alcuni studiosi ritengono che il toponimo abbia origine da Curno località a confine che deriverebbe da curnus o corniolo. Secondo altri il toponimo deriva dall'ampliamento in -n- della radice indioeuropea Ker  cioè sporgenza e dal latino curnus terreno sporgente verso un corso d'aqua. Secondo il linguista Mario da Sovere deriverebbe come Curno dal celtico cur cioè chiuso, fortezza. A Cur è stato aggiunto il suffisso ibero-ligure celtico ask Curnask luogo del villaggio.

## Storia
La località di Curnasco ha una storia molto antica, come testimoniano i reperti archeologici e numismatici ritrovati sul territorio. Il primo documento attestante l'esistenza di una comunità risale al 770 che cita, non solo il nome della località ma anche un insediamento umano: 
(Angelo Mazzi-Corografia Bergomense, pagina 207)
Curnasco era legata religiosamente alla chiesa di Santa Grata inter Vites di Bergamo fino a Cinquecento, mentre l'amministrazione dipendeva dalla cittadina orobica, risulta essere comune autonomo solo negli anni dal 1332 al 1400. Ottenne definitivamente l'autonomia nel XVIII secolo. Inoltre un atto notarile del 1130 registra la donazione dei beni della famiglia Suardi di Curnasco al monastero di Astino La località di Curnasco non è inserita nell'elenco del 1422 dello Statuta et ordinamenta civitatis Pergami, questo indicherebbe che finalmente la comunità aveva raggiunto l'autonomia. L'economia del territorio era basata sull'agricoltura e sulla lavorazione della Doglia Romana, un panno lana che veniva usato per la confezione di abiti e mantelli, questa produzione durò fino al 1830.
Con il dominio veneto Curnasco torna a essere inserito nel comune di Bergamo, indicato da Giovanni da Lezzenella zona detta Corpi Santi: […] contrade de Cuscnascho e Dalze [con] fogi 52, anime 300 utili 65 […].
Fino al 1928, insieme al paese di Treviolo, costituiva un comune autonomo che fu poi aggregato al comune autonomo di Albegno e Roncola, disfatto nello stesso anno.
La frazione si estende da via Luigi Cadorna a via Bergamo e da via San Zenone a via Piave.
Piazza Don Personeni costituisce la piazza principale, mentre altre vie importanti, oltre a quelle sopraccitate sono: via San Zenone, via Cerlone, via Piave e via Enrico Scuri.

## Monumenti e luoghi d'interesse
Nella frazione Curnasco è collocata la chiesa dei Santi Nazario e Celso, risalente al Trecento e ricostruita nel XVI secolo ma ristrutturata in modo sostanziale nei secoli successivi. Della struttura originale rimangono numerosi affreschi e stucchi che fanno compagnia a statue e tele di epoche successive. La chiesa conserva opere di pregio tra cui nella sagrestia il dipinto dei Sebastiano Cima Esaltazione della vera croce e i santi Pietro martire, Francesco, Chiara e Caterina.
Altrettanto rilevante è la piccola chiesa di San Zenone, collocata all'estremità nord della frazione, sul limite del confine con il comune di Curno.
In zona si trova anche la cinquecentesca cascina Colombo.
La festa del paese, chiamata "La Curnaschese" inizia ogni anno l'ultimo giovedì del mese di agosto e prosegue per 11 giorni chiudendo, come da consuetudine la domenica.